# 完顏習不主
完顏習不主（约1109年—约1167年），金国军事人物。

## 传记
完顏習不主16岁随军伐宋，攻下懷仁縣，功劳列为第一。跟随金睿宗谋取陝西，率七百人进入丹州群山中，遇三千盗贼，擊敗他们。又击溃盗贼四千人，生擒他们的將帥。从隴州出兵，以四百兵力击敗敵军數千人。宋军七千來夺取鞏州，又打跑了他们。又以五千兵打敗吳玠的三万军队，白塔口遇敵五千，又打败了他们。另外招降了定遠等寨。皇統二年，授同知臨洮尹，因亲属丧亡解去官职。没到一年，恢复原先的官职，改任孟州防禦使，遷升臨洮尹。又以罪罷免。正隆三年（1158年），起用为京兆尹，改任河南尹。去世，年五十八岁。